# Čaka
Čaka (in ungherese Cseke) è un comune della Slovacchia facente parte del distretto di Levice, nella regione di Nitra.